# Pio Island
Pio Island, auch als Bio Island bezeichnet, ist eine unbewohnte Insel in der Provinz Makira und Ulawa des pazifischen Inselstaats der Salomonen.

## Geographie
Die Insel liegt 4 km nordwestlich der Insel Uki Ni Masi und etwa 18 km vor der Nordküste der um ein Vielfaches größeren Insel Makira, früher als San Cristóbal bekannt.

## Weblink
- Solomonislands.com (Memento vom 11. Februar 2012 im Internet Archive) (engl.)